# Krîmske (Krîmske), Sakî
Krîmske (în ucraineană Кримське) este localitatea de reședință a comunei Krîmske din raionul Sakî, Republica Autonomă Crimeea, Ucraina.

## Demografie
Componența lingvistică a localității Krîmske
     Rusă (79,15%)
     Ucraineană (12,24%)
     Tătară crimeeană (6,66%)
     Alte limbi (0,77%)
Conform recensământului din 2001, majoritatea populației localității Krîmske era vorbitoare de rusă (79,15%), existând în minoritate și vorbitori de ucraineană (12,24%) și tătară crimeeană (6,66%).